# قنفذ إفريقي
قنفذ إفريقي (الاسم العلمي: Atelerix)، جنس قنافذ من فصيلة القنفذيات، يضم أربعة أنواع، جميعها إفريقية المهد.

## الأنواع
- قنفذ قزم أفريقي (Atelerix albiventris)
- قنفذ شمال أفريقيا (Atelerix algirus)
- Southern African hedgehog (Atelerix frontalis)
- Somali hedgehog (Atelerix sclateri)